# David Finn

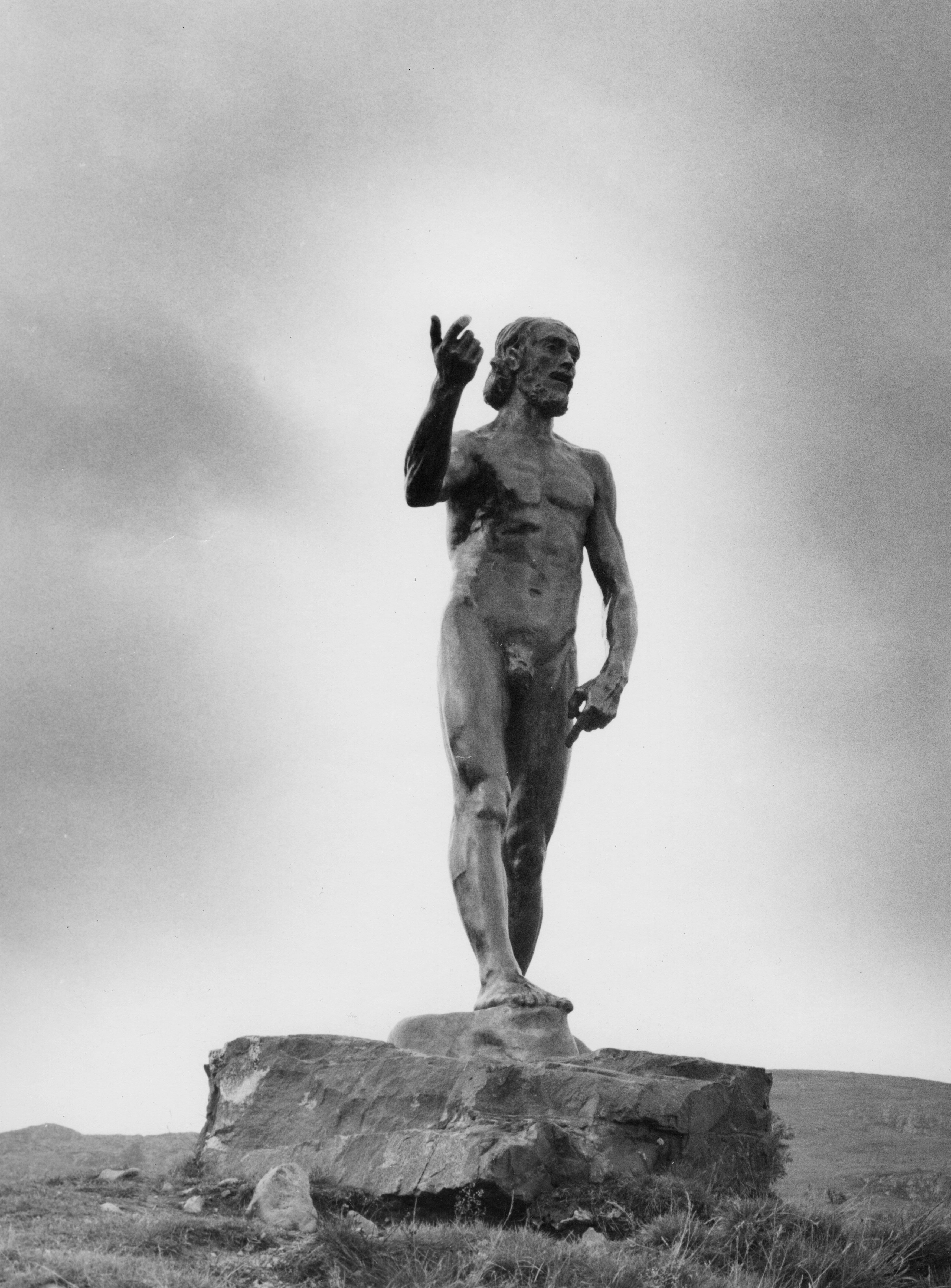
Auguste Rodin, Kázání svatého Jana Křtitele, asi 1880, foto David Finn, archiv Davida Finna, oddělení obrazových sbírek, Národní galerie knihovny umění, Washington, DC

David Finn (30. srpna 1921 – 18. října 2021) byl americký manažer pro styk s veřejností, fotograf a historik sochařství. Ve styku s veřejností je znám jako spoluzakladatel agenturní firmy Ruder Finn. Kromě své kariéry v oblasti public relations byl Finn také celoživotním historikem a fotografem sochařství.

## Raný život
Finn se narodil jako David Finkelstein v New Yorku 30. srpna 1921. Jeho otec, Jonathan, pracoval jako spisovatel; jeho matka Sadie (Borgenicht) vytvářela šaty pro děti. Jeho otec, který používal jméno Finn jako svůj pseudonym, si změnil příjmení, když byl David na střední škole. Finn se zapsal na City College v New Yorku v roce 1939 a o čtyři roky později absolvoval bakalářský titul. Poté krátce sloužil v armádních vzdušných silách během druhé světové války.

## Kariéra
V roce 1948 Finn spolu s Billem Ruderem spoluzaložili agenturu pro styk s veřejností Ruder Finn. V průběhu let jeho klienti zahrnovali řadu amerických celebrit, včetně takových jako: Perry Como, John D. Rockefeller III, John F. Kennedy a mnoho dalších. Ruder Finn také zastupoval mnoho společností Fortune 500, univerzit, neziskových organizací a zahraničních vlád.

## Historik sochařství
Finn byl také vlivným historikem, autorem a fotografem sochařství. Kromě toho, že svým fotografováním přispíval do knih historiků umění, psal články o sochařství pro kongresové noviny Roll Call a čtvrtletník National Sculpture Society Sculpture Review, který v 90. letech vedl jako šéfredaktor. Jeho fotografie se objevily ve více než 100 knihách o historii sochařství, z nichž mnohé napsal. Finnovy sochařské fotografie byly vystaveny v Metropolitním muzeu umění, Italské akademii pokročilých studií v Americe na Kolumbijské univerzitě, L'Orangerie v Paříži, Americkém kulturním centru v Madridu, Galerii umění Ontaria a Městské umělecké společnosti v New Yorku.
Finn aplikoval na své fotografie sochařství umělecký styl. Používal hodně šikmé světlo a vysoce kontrastní černobílé zpracování, aby zdůraznil dramatičnost a trojrozměrnost sochařství. Kromě celkových záběrů se často soustředil na detailní záběry a detaily, které mu umožňovaly izolovat a abstrahovat malé části předmětů. Tento výstřední styl mu vynesl přízeň u současných sochařů, jako byl Henry Moore, jehož dílo Finn hojně fotografoval.

## Archiv Davida Finna
Finn v roce 2016 daroval svůj archiv fotografií oddělení obrazových sbírek Národní galerie umění, Washington, DC, což přispělo ke vzniku oddělení poskytnout vizuální záznam pro studium umění. Archiv obsahuje více než 140 000 obrázků v různých formách, včetně fotografických tisků, negativů a průhledných fólií. Subjekty zastoupené v archivu pokrývají historii sochařství a sahají od figurální po abstraktní. Finn fotografoval západní i nezápadní sochařství, včetně hlavních děl evropského kánonu z 12. až 21. století a ukázek sochařství z mezoamerických, oceánských a mnoha dalších tradic.
Finn fotografoval díla významných sochařů své doby, jako byli například Henry Moore nebo Eduardo Chillida. Byl známý zachycením známých soch z nových úhlů, jako mnoho z jeho in situ fotografií monumentů. Sbírka obsahuje mnoho původních fotografií, které Finn používal pro své publikace na různá témata související se sochařskou historií. Velká část sbírky je digitalizována a je k dispozici k nahlédnutí na webových stránkách oddělení obrazových sbírek Národní galerie umění.

## Osobní život
Finn si v roce 1945 vzal Lauru Zeisler. Byla spolužačkou s jeho mladší sestrou Helen na Hunter College. Zůstali manželé až do jeho smrti. Spolu měli čtyři děti: Kathy, Denu, Amy a Petera.
Finnovi bylo 30. srpna 2021 sto let. Zemřel 18. října téhož roku ve svém domě v New Rochelle v New Yorku.

## Galerie
Vše: foto David Finn, archiv Davida Finna, oddělení obrazových sbírek, Národní galerie umění, Washington, DC

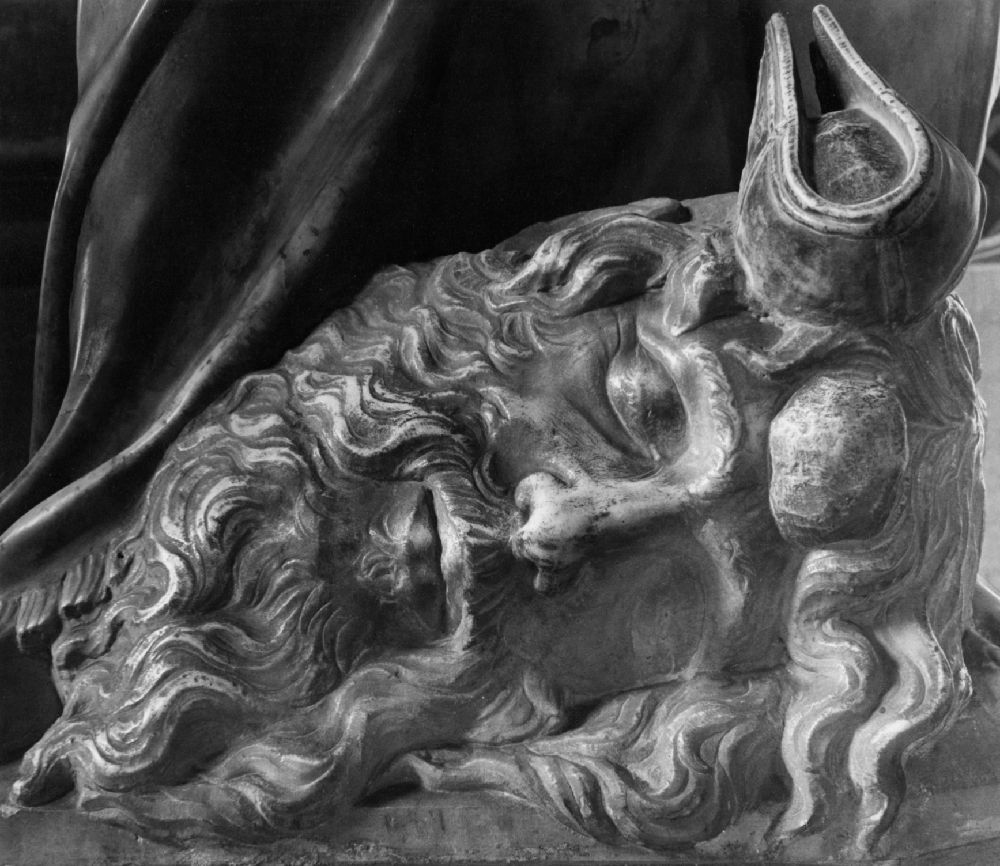
Donatello, David s hlavou Goliáše, detail, asi 1408–1409
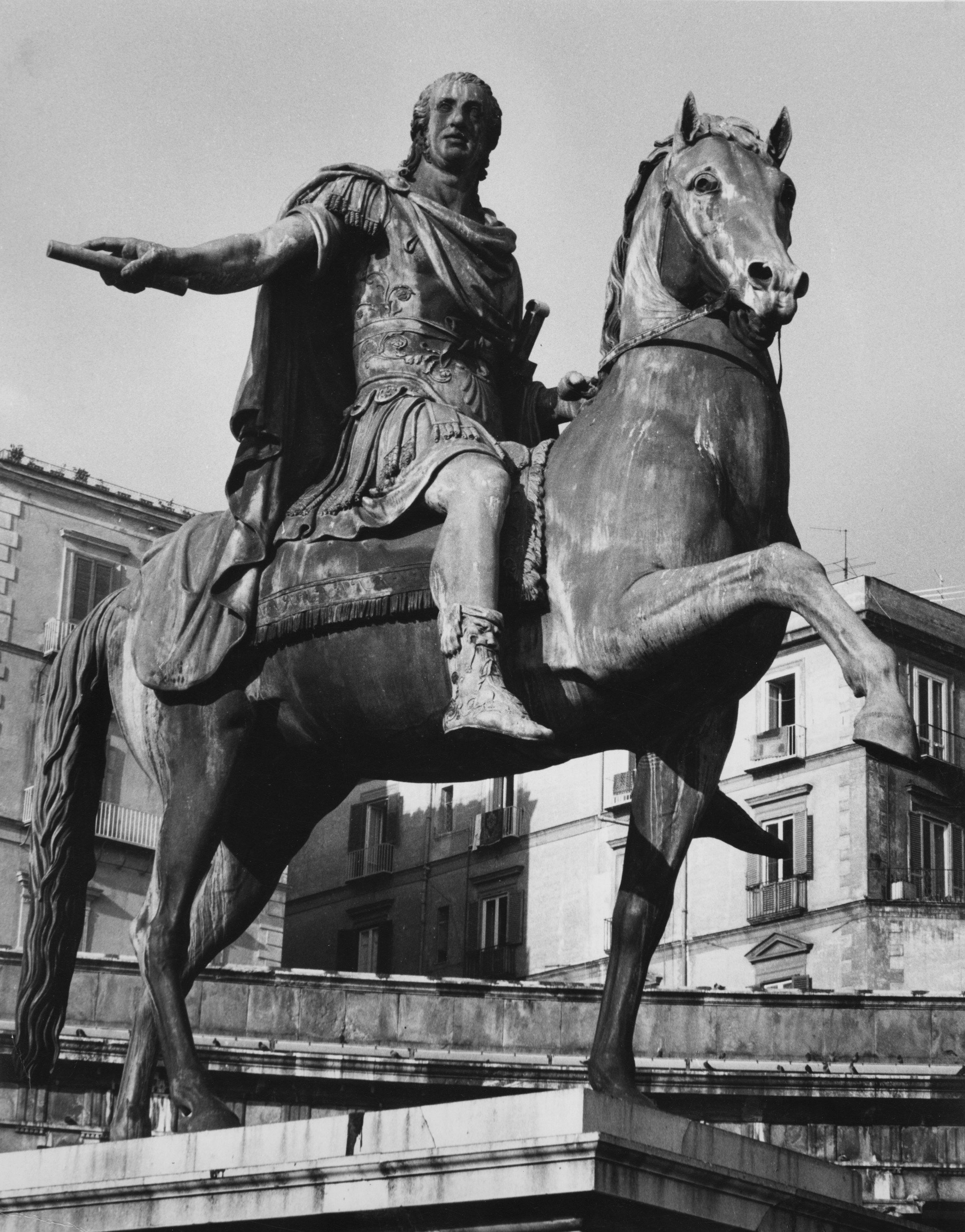
Antonio Canova, Jezdecký pomník Karla III., asi 1807–1819
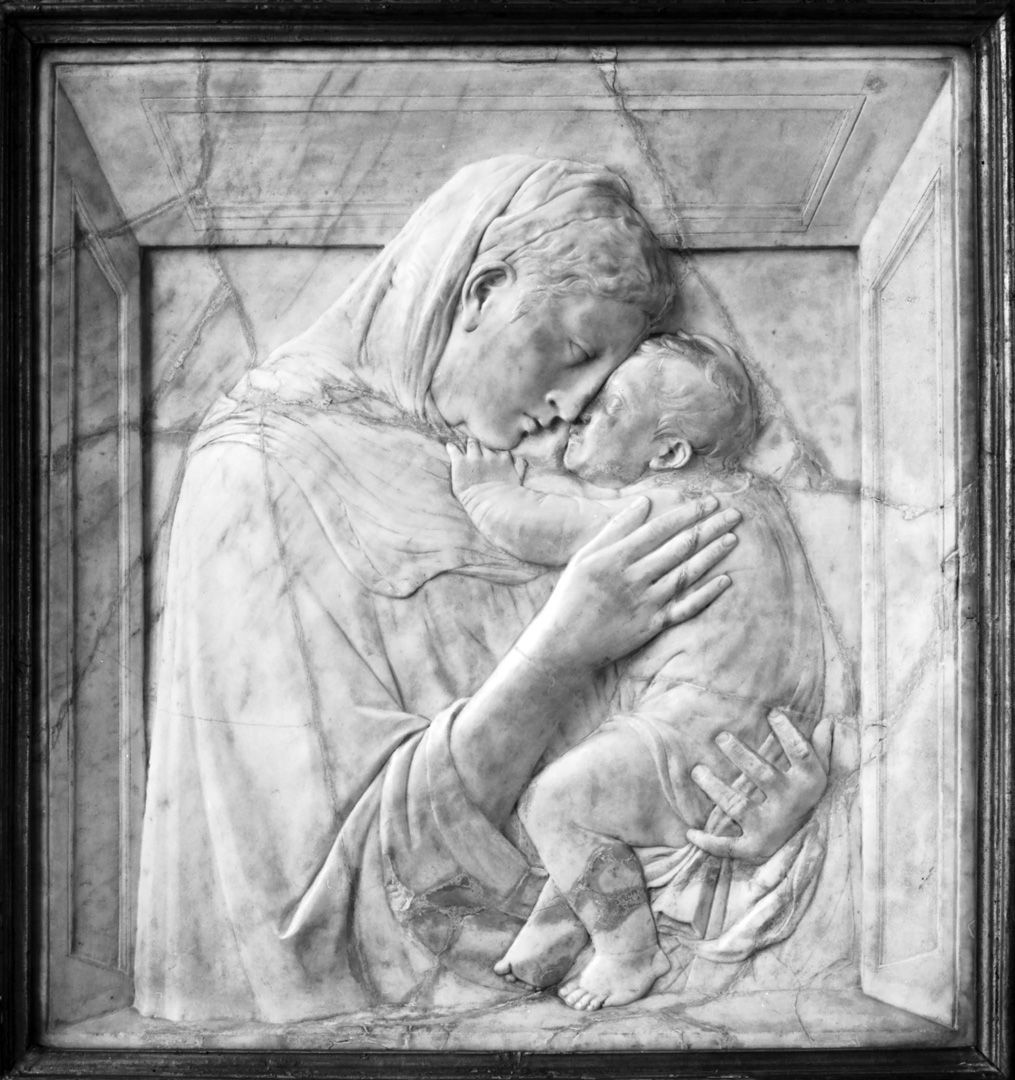
Donatello, Pazzi Madonna, asi 1422, Bode-Museum, Berlín
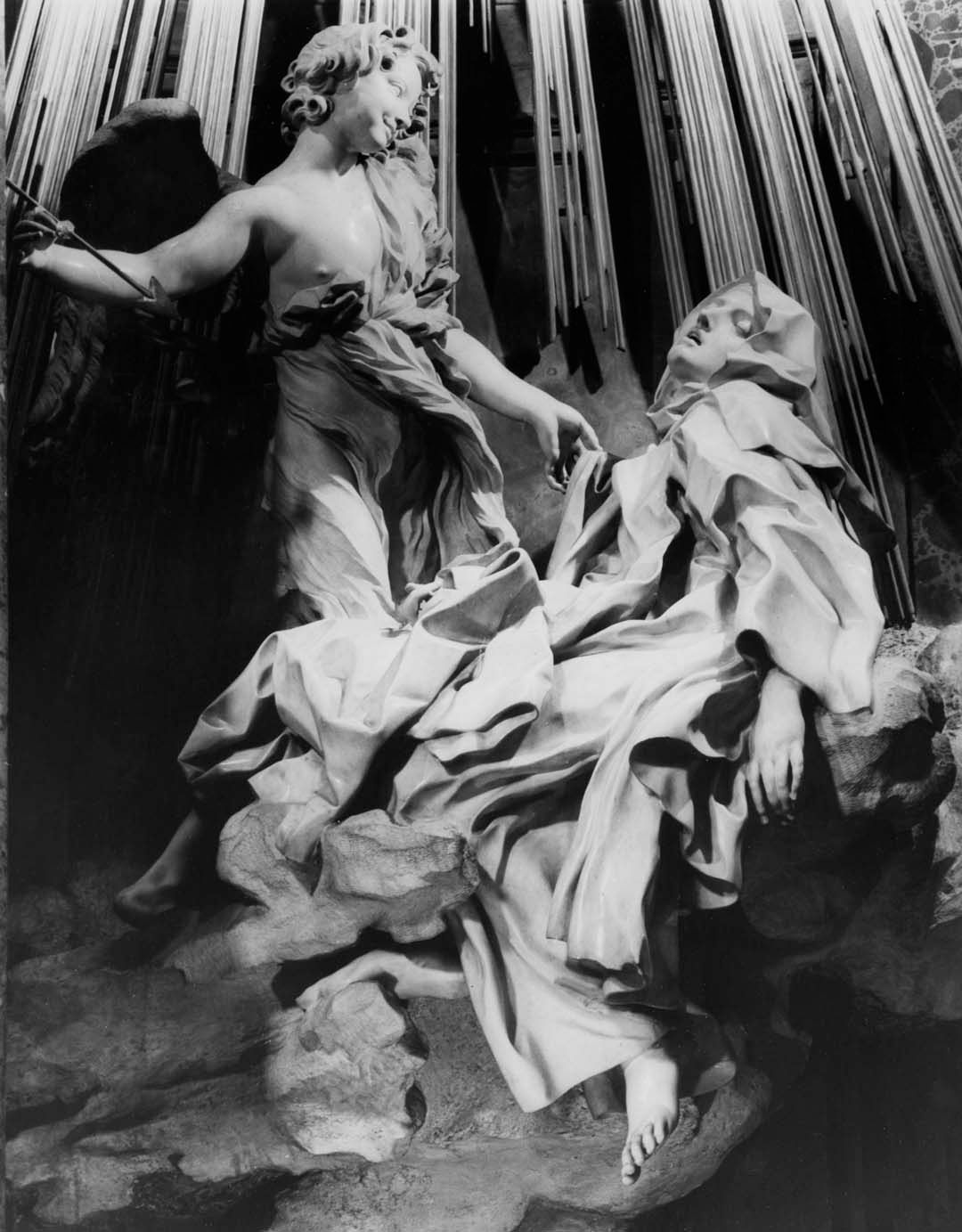
Gian Lorenzo Bernini, Extáze svaté Terezie, asi 1644–52, Santa Maria della Vittoria, Řím
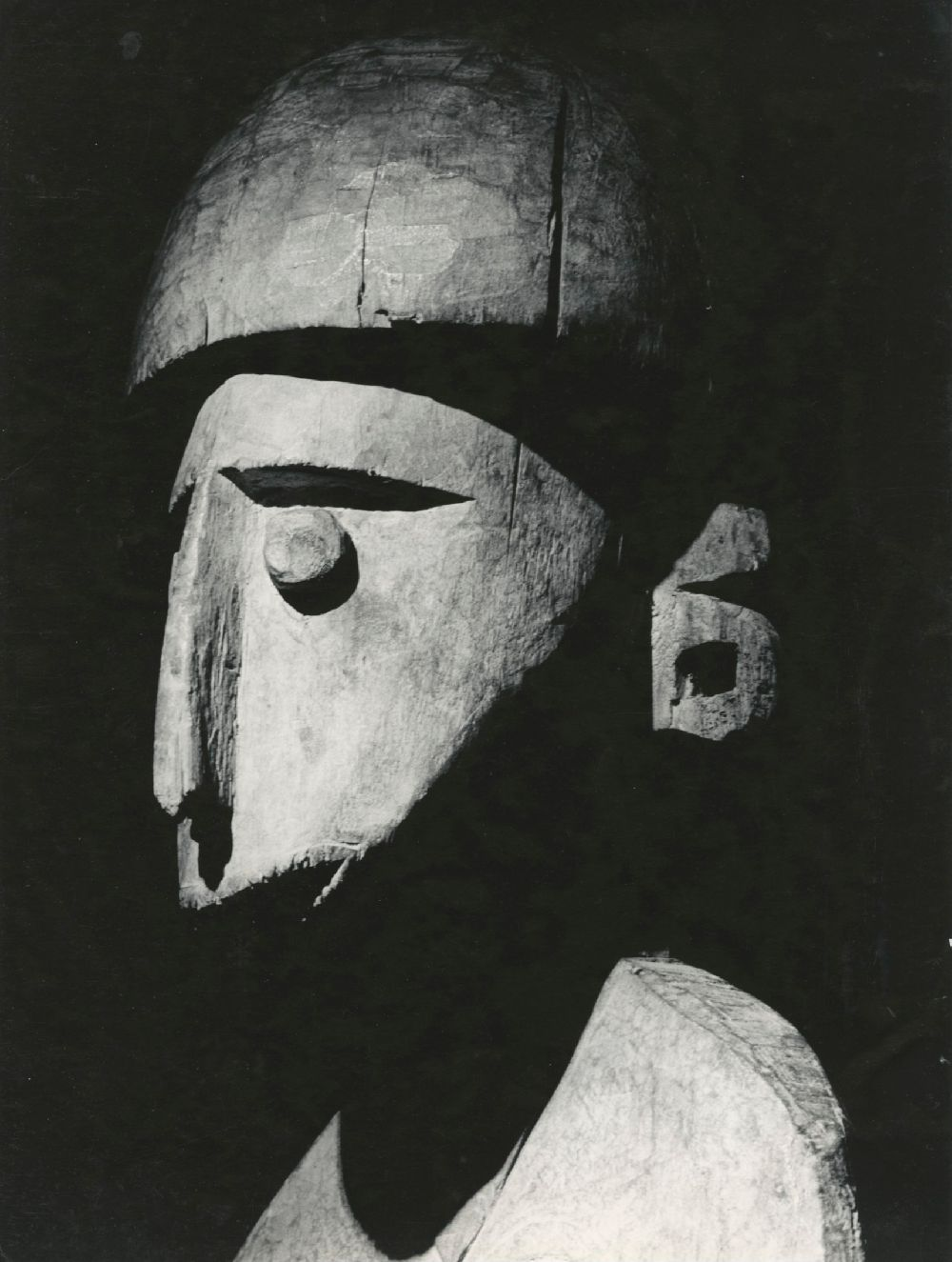
Neznámý autor, detail Mužské postavy, provincie Madang, Papua Nová Guinea
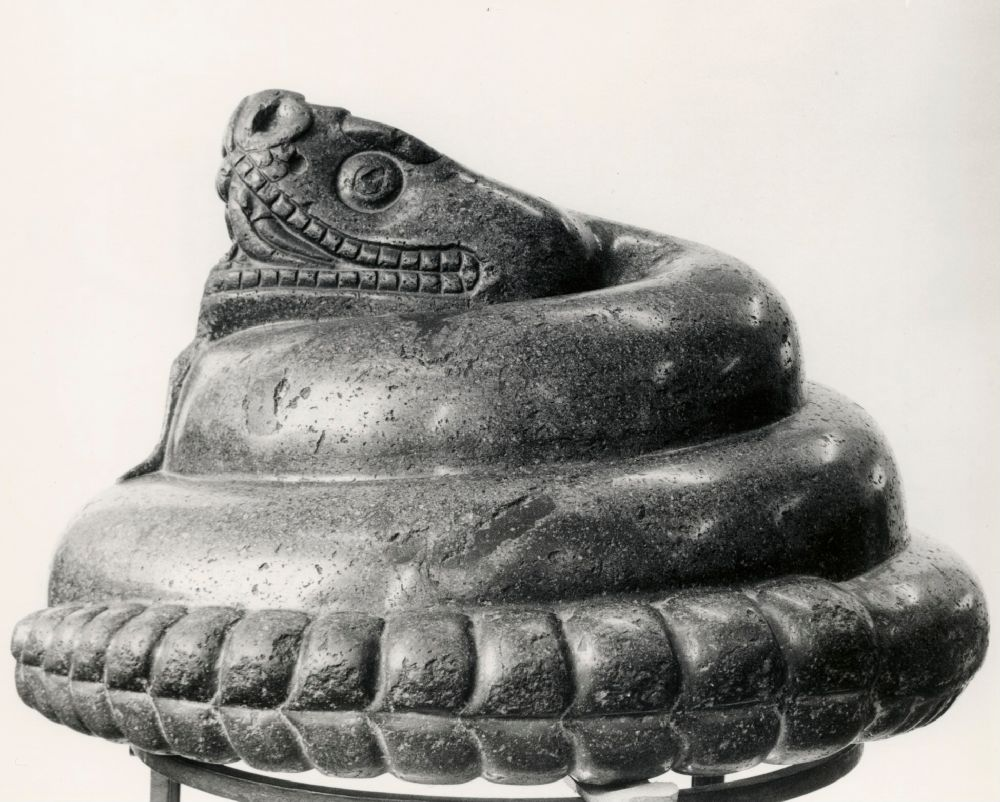
Neznámý aztécký autor, Svinutý had, klasické období, Britské muzeum, Londýn
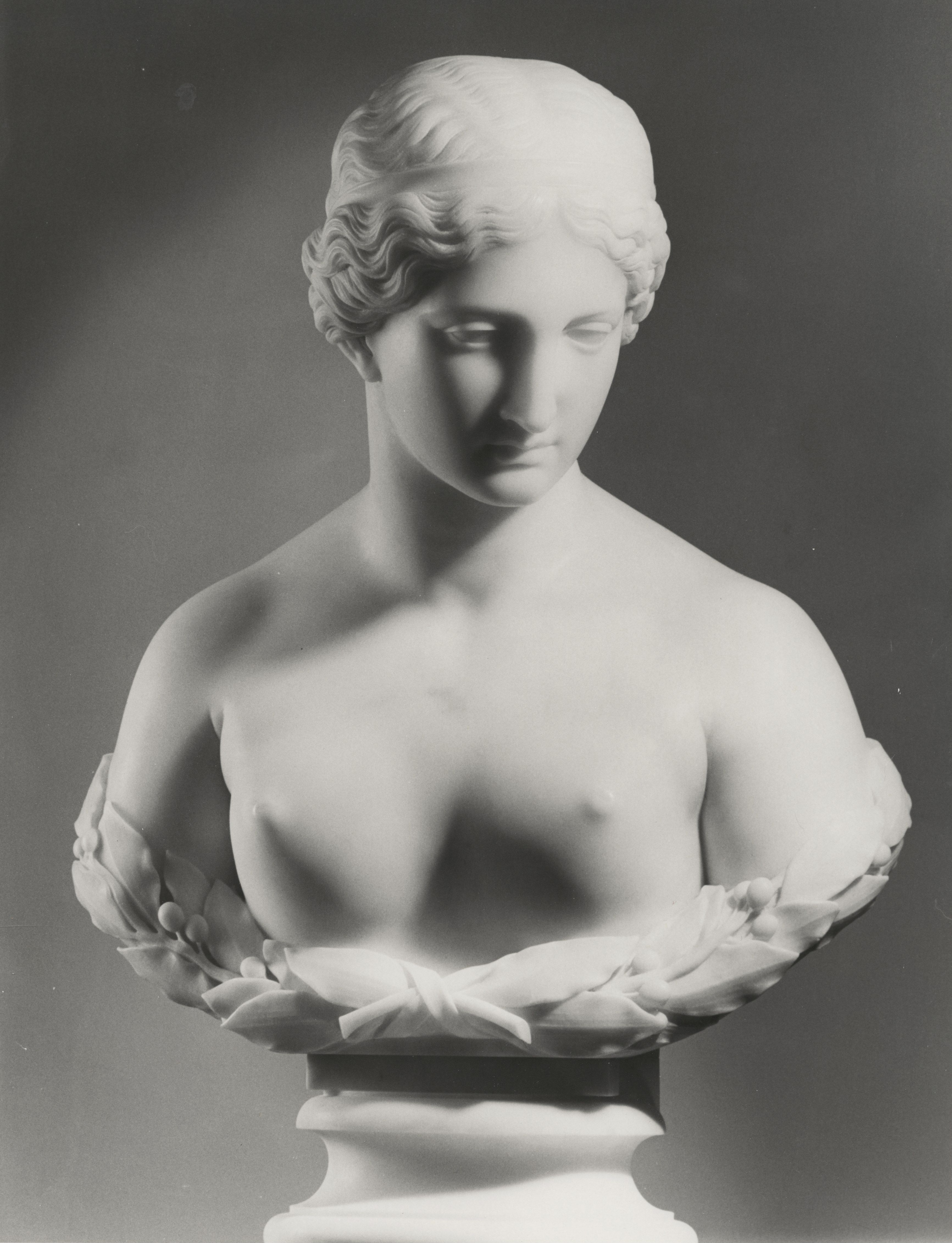
Harriet Goodhue Hosmer, Daphne, podle modelu 1853
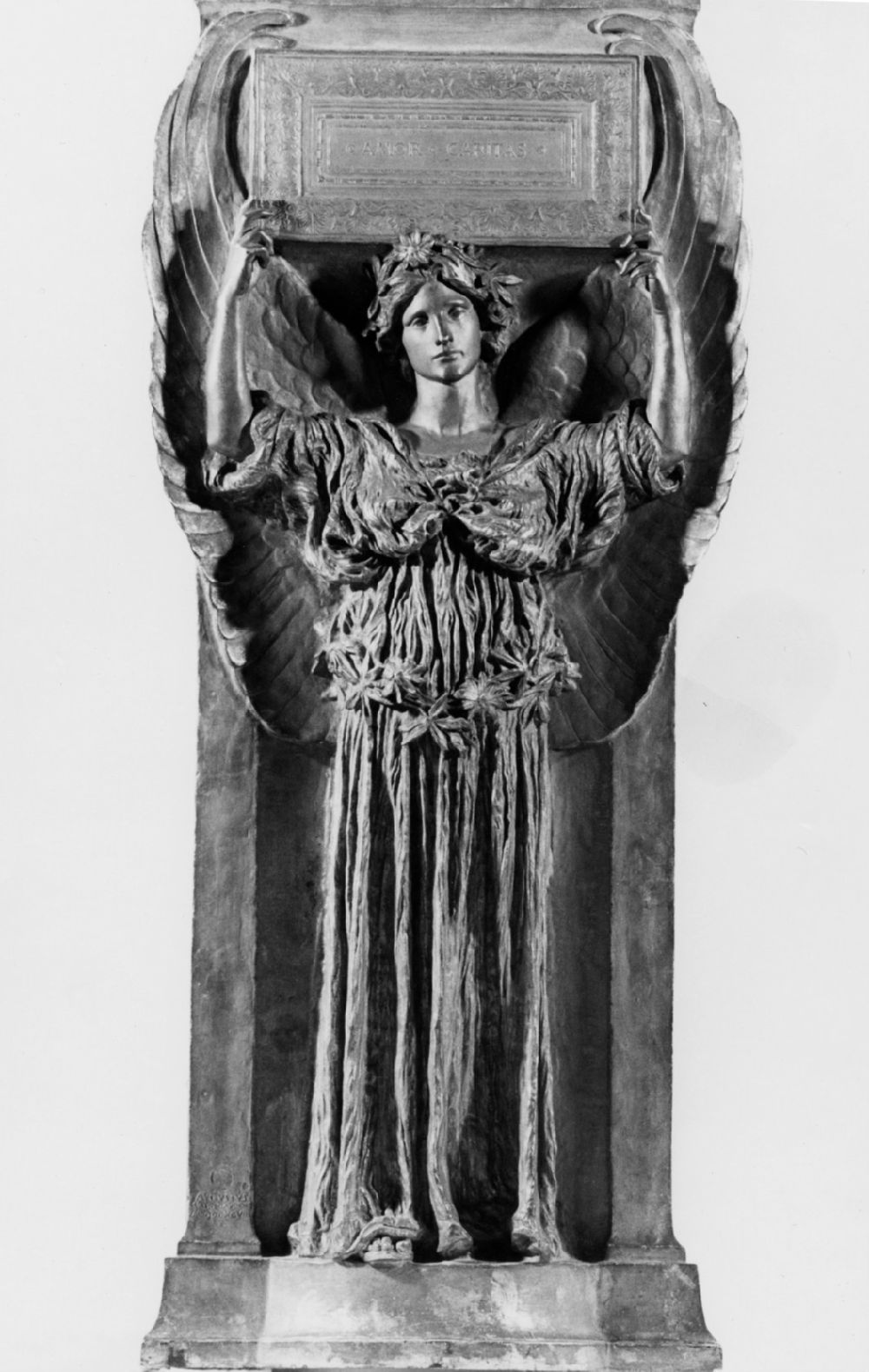
Augustus Saint-Gaudens, Amor Caritas, asi 1880–1898, Saint-Gaudens National Historic Site
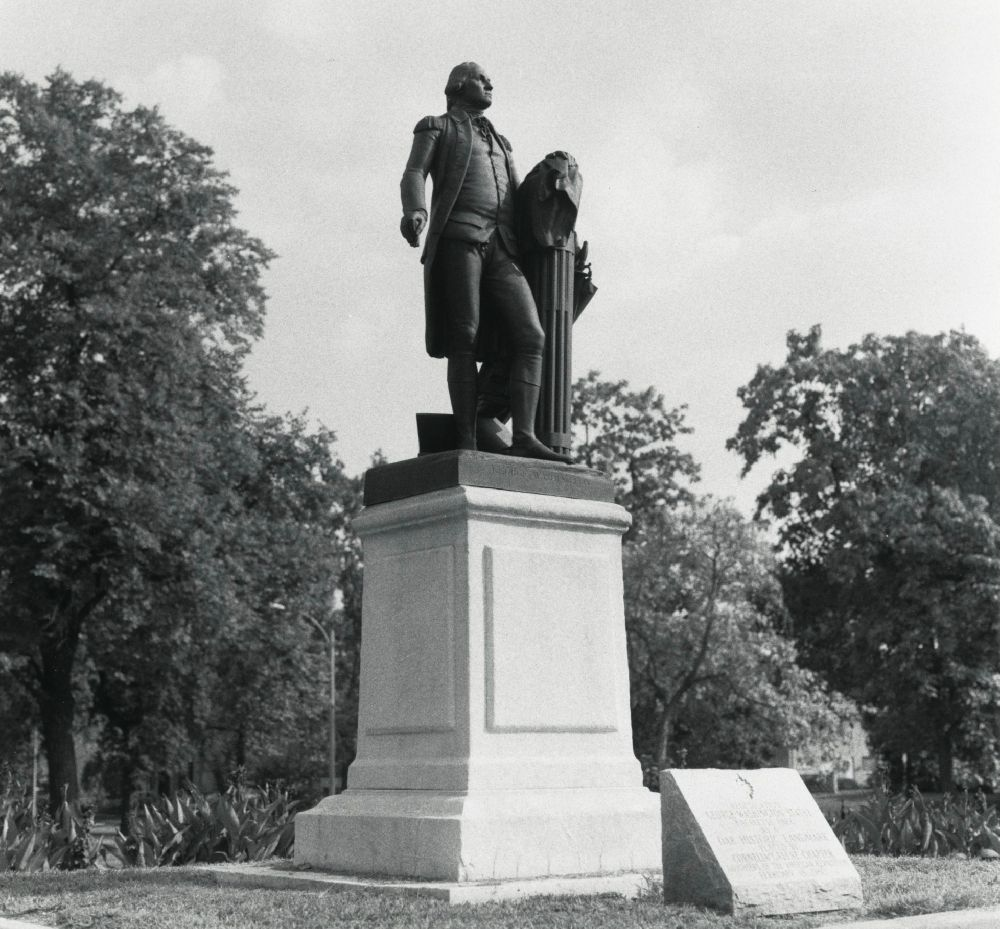
Jean-Antoine Houdon, George Washington, podle vzoru 1788, obsazení 1869, St. Louis, Missouri
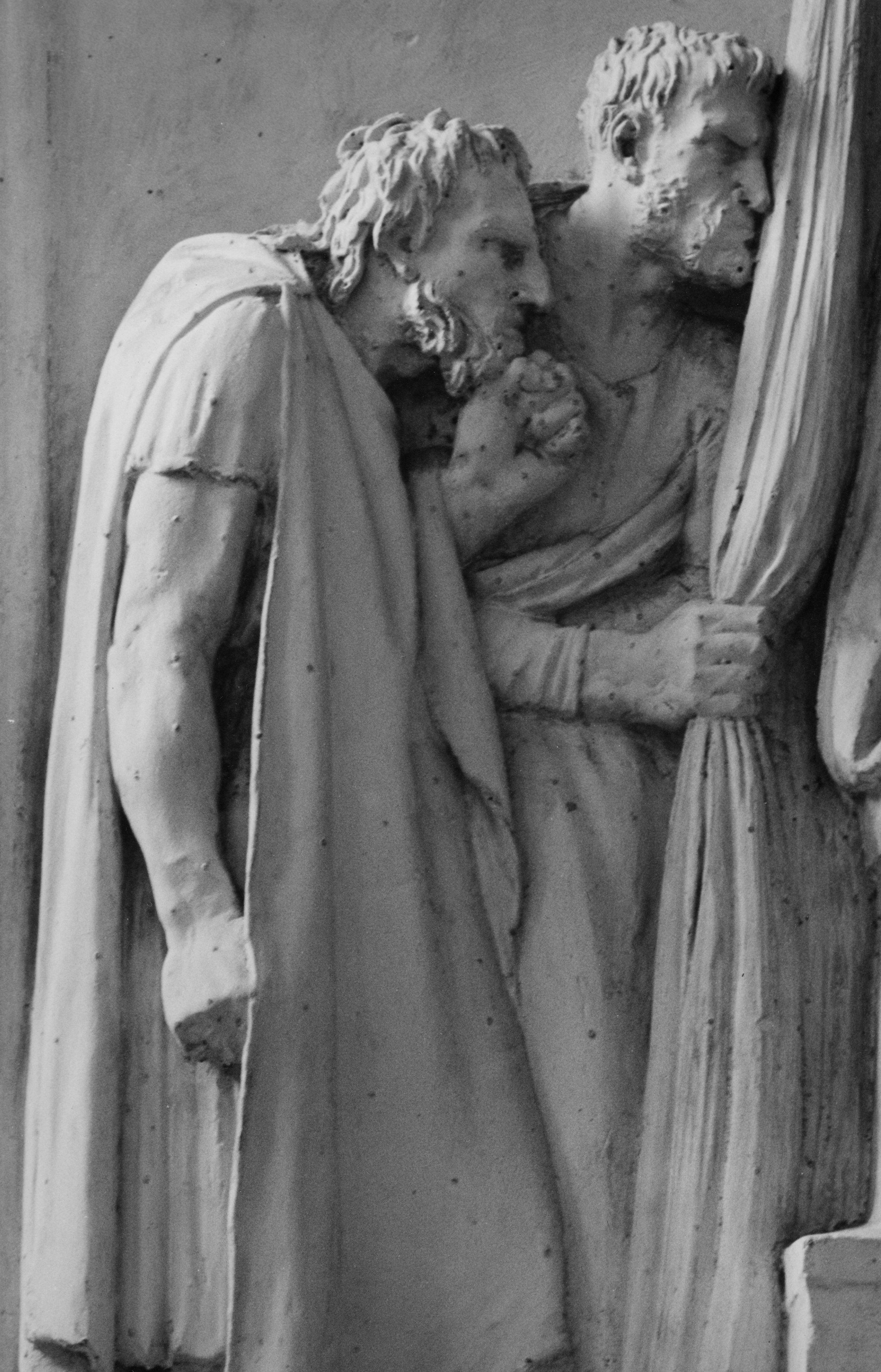
Antonio Canova, The Trial of Socrates, detail, asi 1790–1792
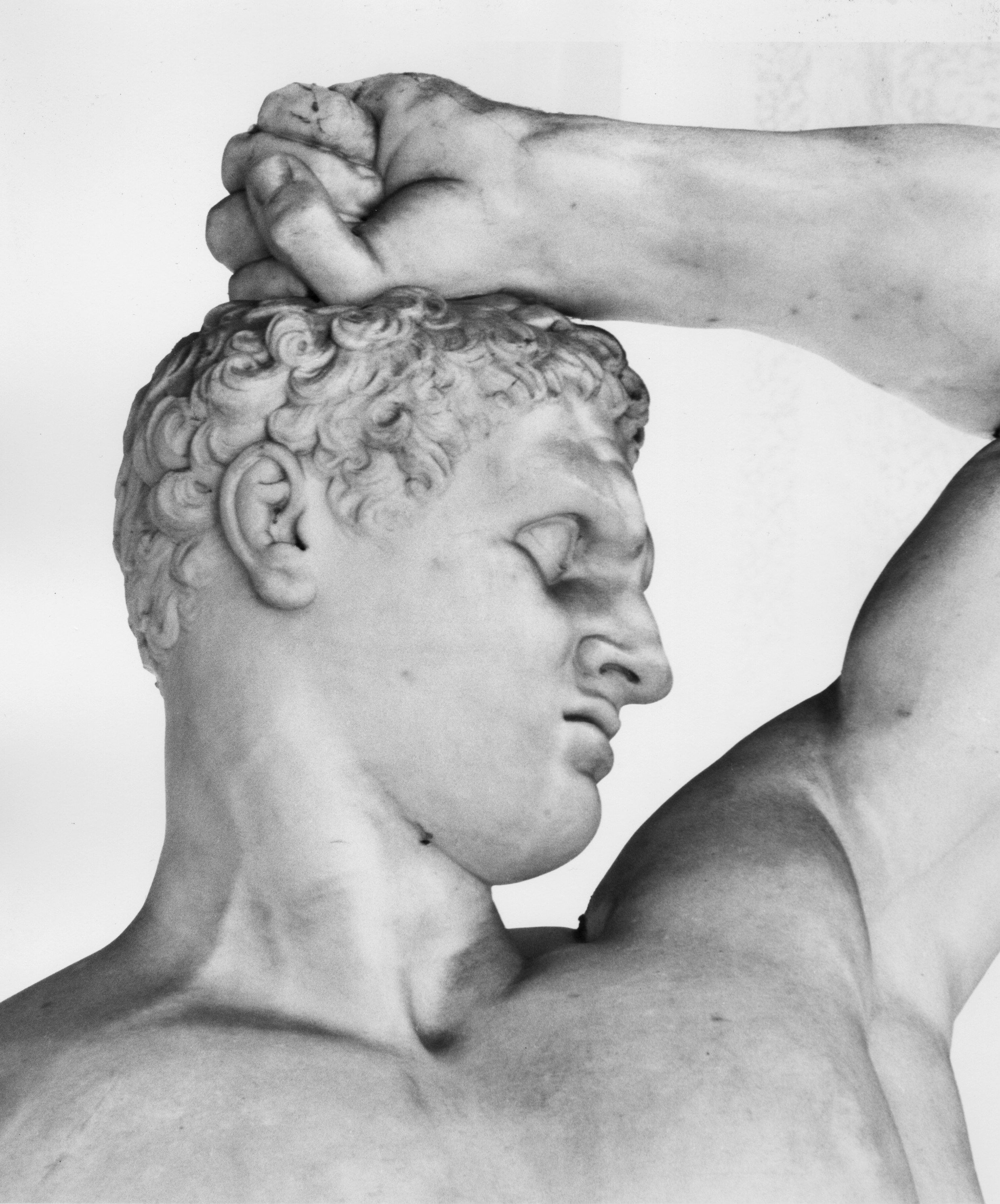
Antonio Canova, Creugas, detail, asi 1795–1801
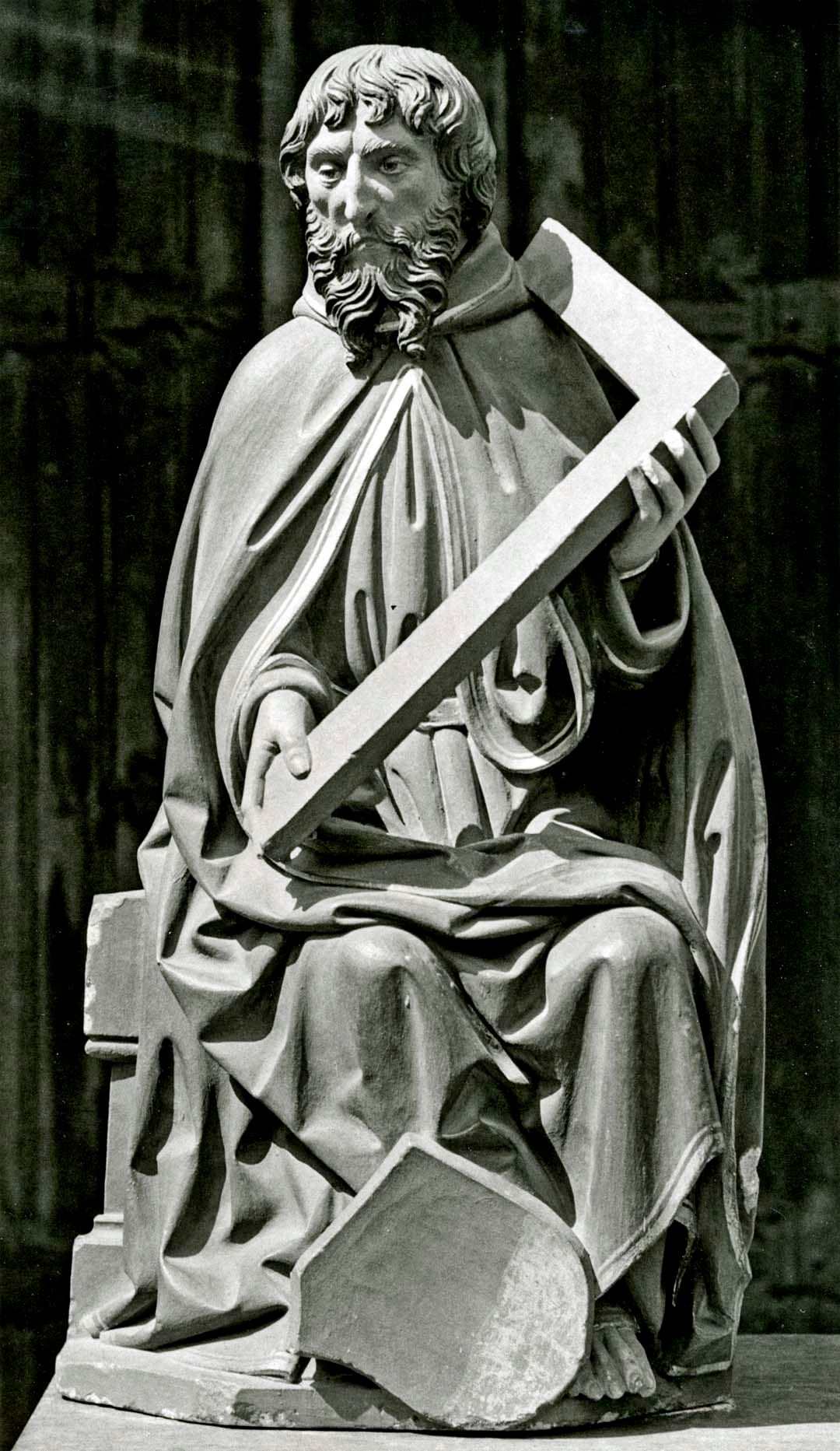
Heinrich Brabender, Saint Thomas, asi 1500, kostel St. Dionysius, Rheine, Německo
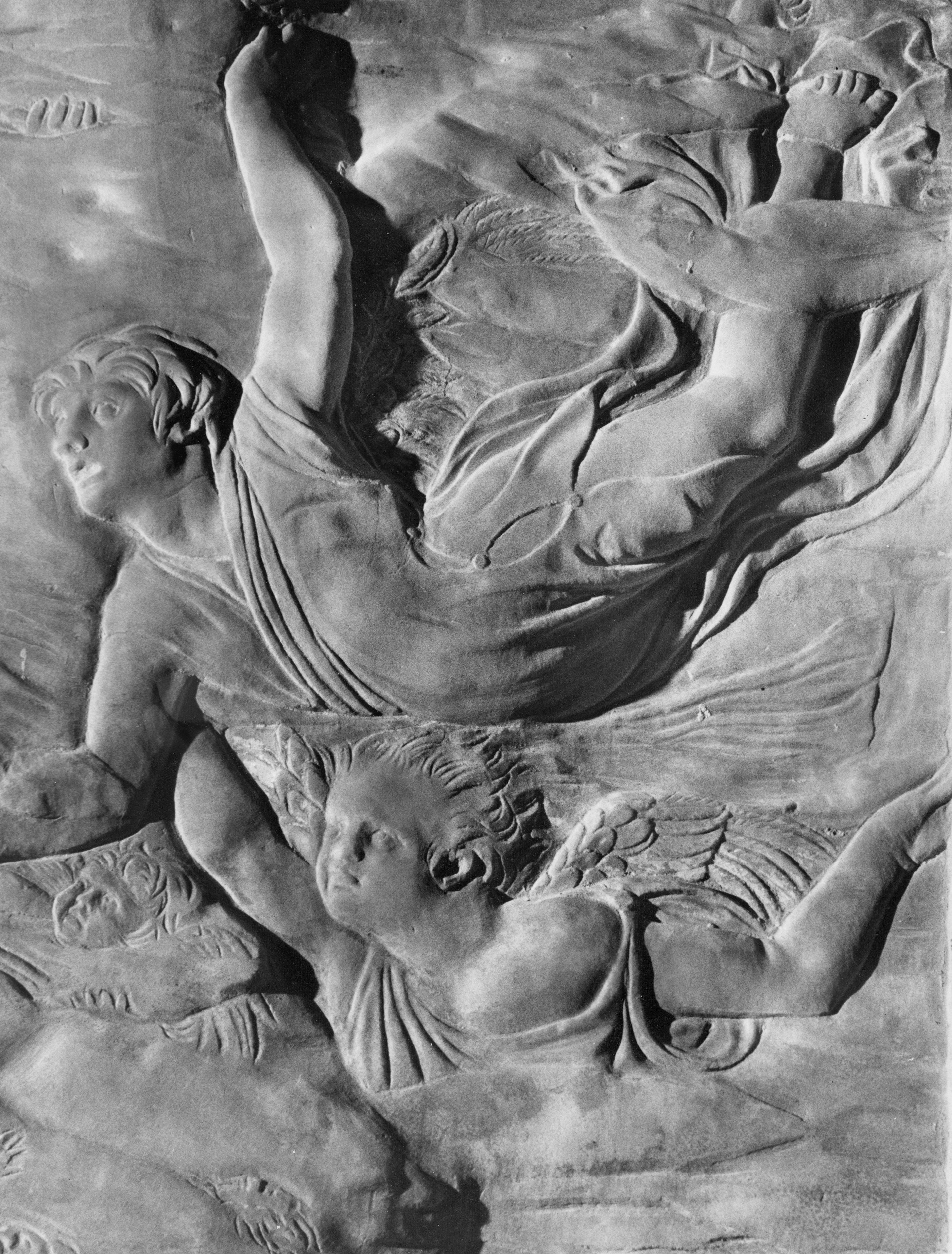
Donatello, Nanebevzetí Panny Marie, detail, asi 1427–1428
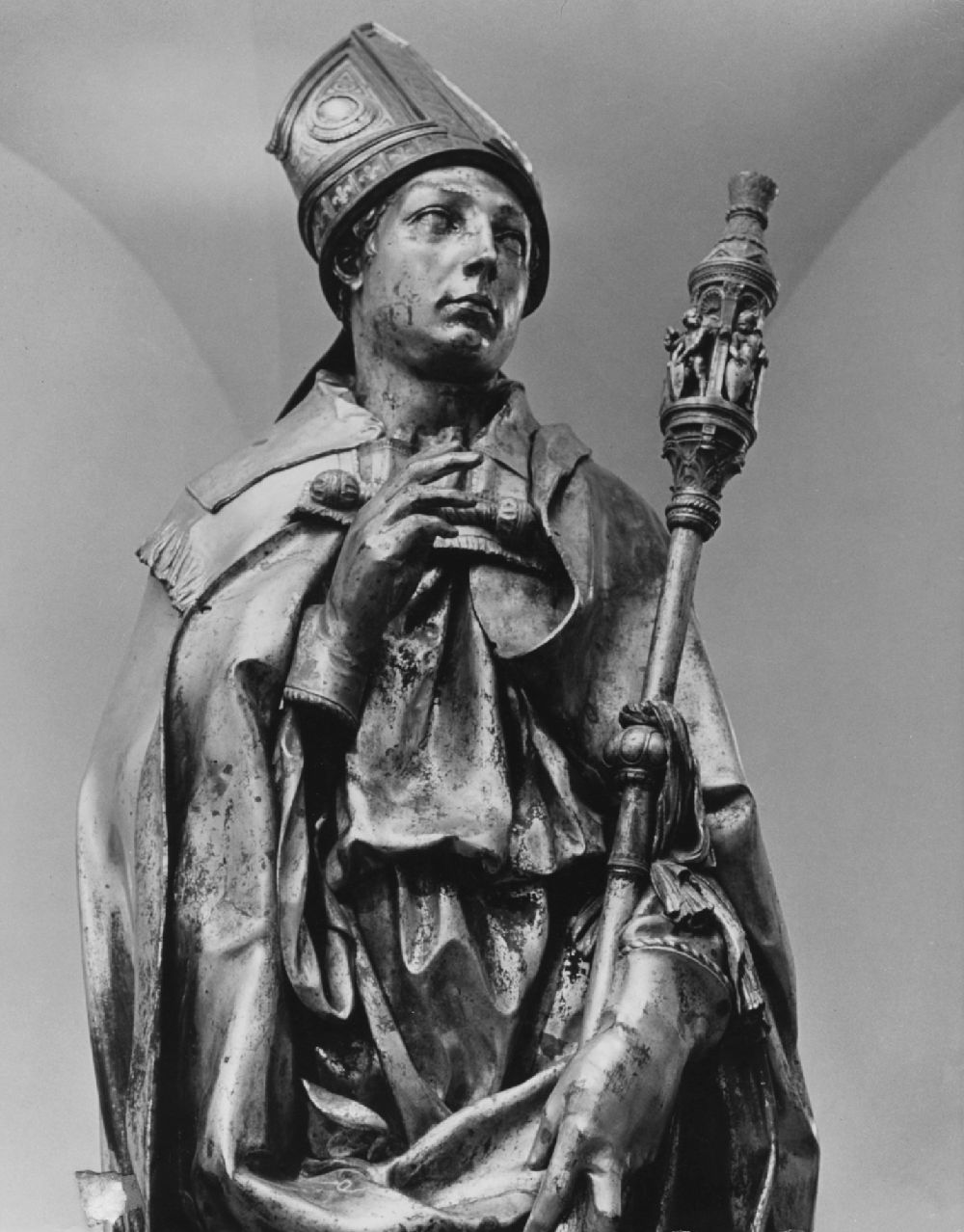
Donatello, Saint Louis of Toulouse, 1423–1425, Museo dell'Opera di Santa Croce, Florencie
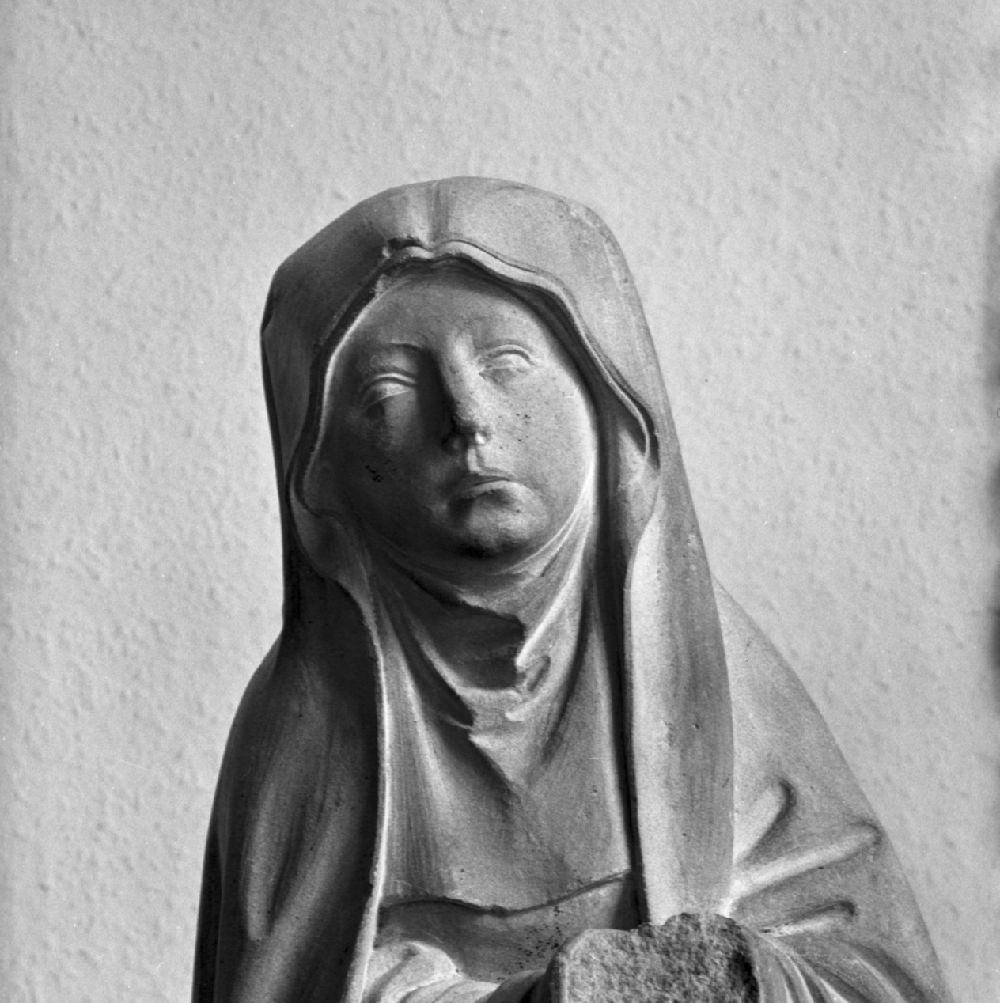
Heinrich Brabender, Panna Marie, detail, asi 1500, muzeum Falkenhof
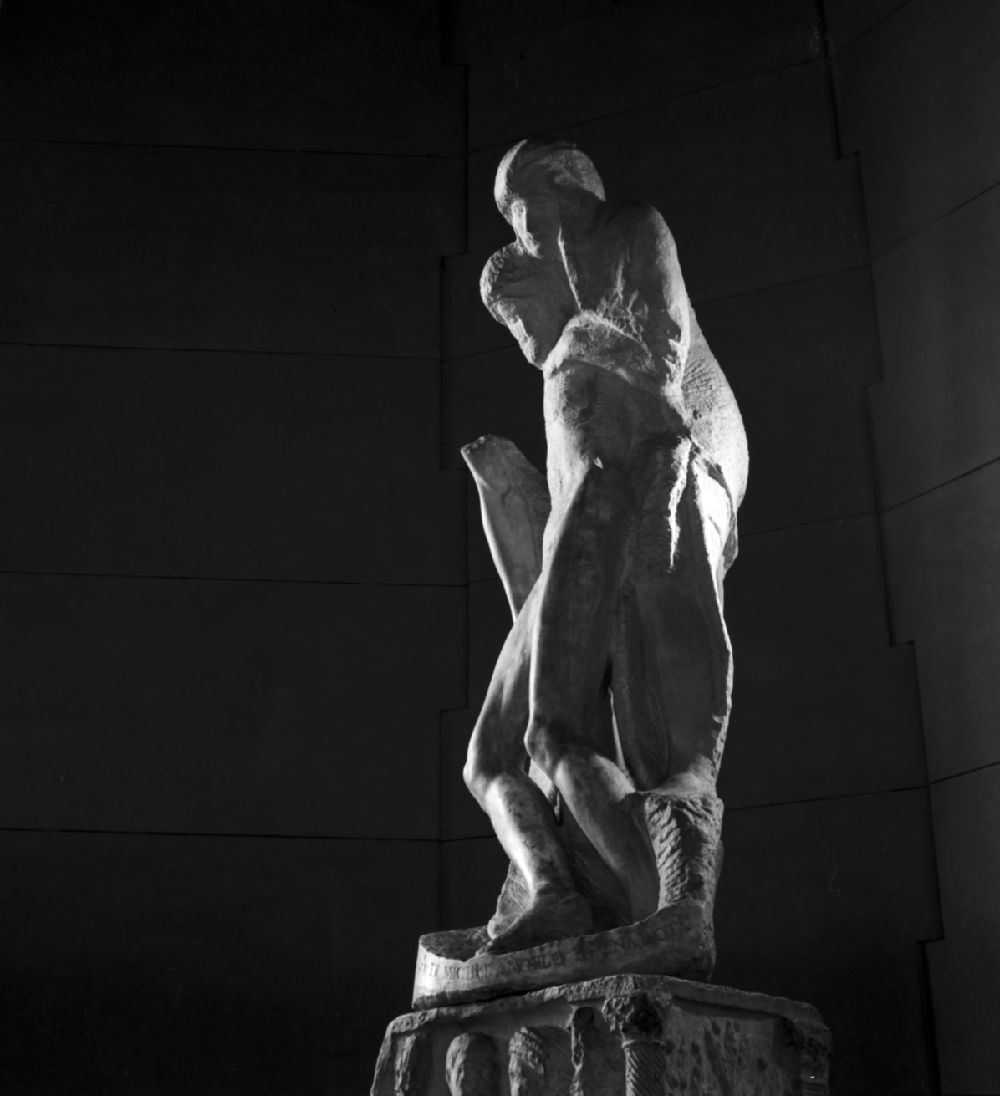
Michelangelo, Rondanini Pieta, 1564
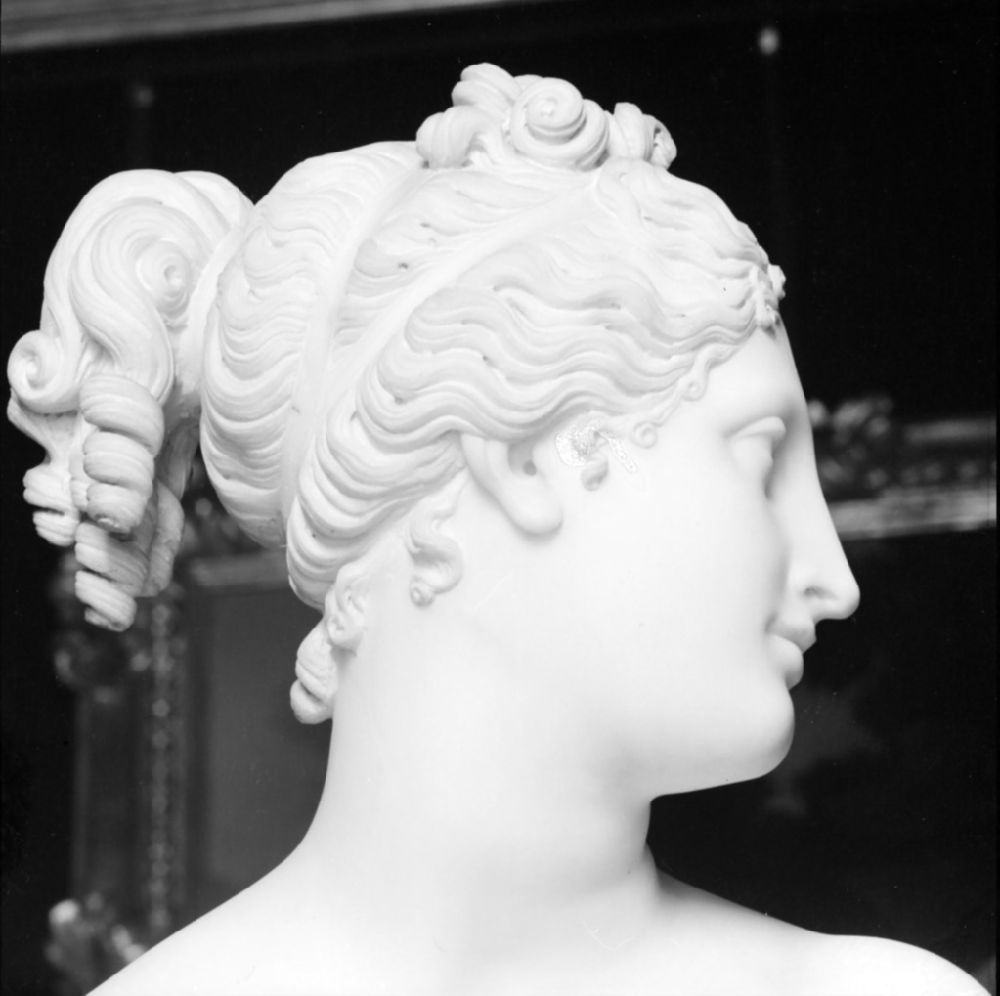
Antonio Canova, Venuše Italica, detail, 1804–1812

## Vybraná bibliografie

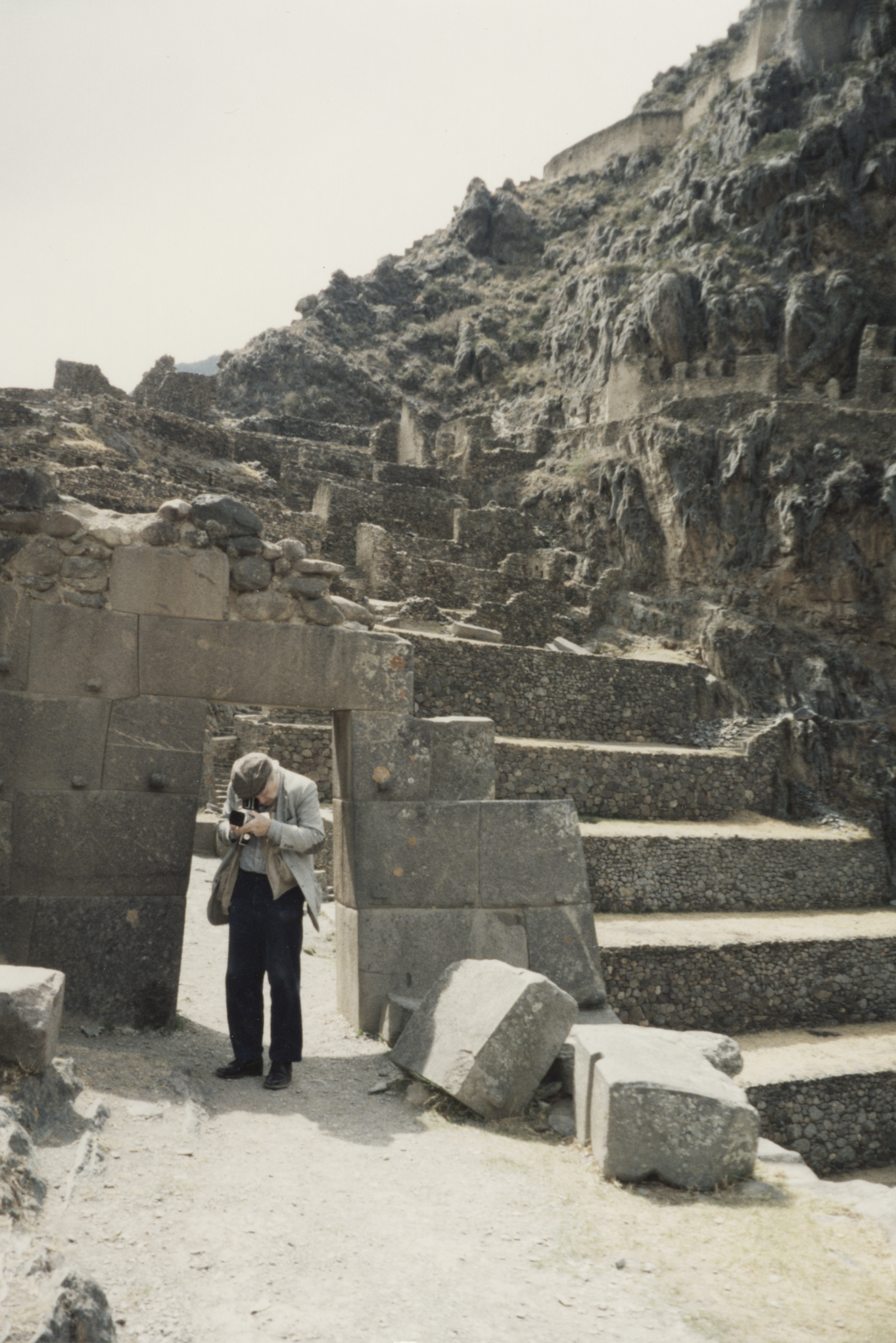
David Finn na Machu Picchu, 1960–2000, archiv Davida Finna, oddělení obrazových sbírek, Národní galerie umění, Washington, DC

- Hartt, Frederick. Michelangelo's three pietàs: photographic study. Fotografie: David Finn. New York: H. N. Abrams, 1975. ISBN 9780810903401
- Finn, David. Henry Moore: sculpture and environment. Fotografie: David Finn, předmluva: Kenneth Clark and commentaries by Henry Moore. New York: H. N. Abrams, 1976.[15]
- Clark, Kenneth. The Florence Baptistry Doors. Fotografie: David Finn. New York: A Studio Book from Viking Press, 1980. ISBN 9780670319978
- Pieper, Paul. Heinrich Brabender: Ein Bildhauer der Spätgotik in Münster. Fotografie: David Finn, úvodní slovo: Henry Moore. Münster: Coppenrath, 1984. ISBN 9783885472384
- Wilkinson, Burke. Uncommon clay: the life and works of Augustus Saint Gaudens. Fotografie: David Finn. San Diego: Harcourt Brace Jovanovich. 1985. ISBN 9780151927494
- Finn, David. How to Look at Sculpture. Fotografie: David Finn. New York: Abrams, 1989. ISBN 9780810924123
- Finn, David. How to Visit a Museum. Fotografie: David Finn. New York: Abrams, 1985. ISBN 9780810922976
- McCue, George. Sculpture City, St. Louis: public sculpture in the „Gateway to the West.“ Fotografie: David Finn a Amy Binder. New York: Hudson Hills Press, 1988. ISBN 9780933920620
- Morand, Kathleen. Claus Sluter, artist at the Court of Burgundy. Fotografie: David Finn. Austin: University of Texas Press, 1991. ISBN 9780292711174
- Reynolds, Donald Martin. Masters of American sculpture: the figurative tradition from the American renaissance to the millennium. Fotografie: David Finn. New York: Abbeville Press, 1993. ISBN 9781558592766
- Finn, David. How to Look at Photographs. Fotografie: David Finn. New York: Abrams, 1994. ISBN 9780810925533
- Avery, Charles. Bernini: Genius of the Baroque. Fotografie: David Finn. Boston: Little, Brown and Company, 1997. ISBN 9780821224656
- Chillida, Eduardo, Giovanni Carandente a Dena Merriam. Eduardo Chillida. Fotografie: David Finn, překlady: Richard Lewis-Rees. Cologne, Germany: Könemann, 1999. ISBN 9783829034005
- Finn, David. How to Look at Everything. Fotografie: David Finn. New York: Abrams, 2000. ISBN 9780810927261
- Finn, David. 20th-century American sculpture in the White House garden. Fotografie: David Finn, a předmluva: Hillary Rodham Clinton, esej: Betty C. Monkman. New York: Abrams, 2000. ISBN 9780810942219
- Finn, David a Susan Joy Slack. Sculpture at the Corcoran. Fotografie: David Finn, předmluva: David C. Levy. New York: Ruder-Finn Press, 2002. ISBN 9780972011914
- Moskowitz, Anita Fiderer. The façade reliefs of Orvieto Cathedral. Fotografie: David Finn. London: Harvey Miller, 2009.[4] ISBN 9781905375271